# Amr Diab
Amr Abdel Basset Abdel Aziz Diab (en árabe, عمرو عبد الباسط عبد العزيز دياب, ʾAmrū ʾAbd āl-Basit ʿAbd āl-ʿAzīz Diyāb; Puerto Saíd, Egipto, 11 de octubre de 1961), conocido como Amr Diab, es un cantante y compositor egipcio, uno de los artistas más exitosos del mundo árabe.

## Biografía
Cantó por primera vez en 1967, con sólo seis años, en las ceremonias de la revolución de julio, cantando Bilady Bilady, el himno nacional egipcio. Por esta participación, el gobernador de Puerto Saíd le regaló una guitarra.
En 1982, se mudó a El Cairo por petición del compositor Hani Shenoda, y en el mismo año sacó su primer disco “Sing from your heart”. 
Obtuvo el bachiller en música árabe en 1986. En 1988, con el álbum "Mayyal" (enamorado) logra gran éxito en medio oriente. 
Fue elegido como el más exitoso cantante de pop del mundo árabe en 1992. Sus principales discos son Amarain, Awedoony (con coreografías de Karim El-Tonsi) y Welomony.
En 1996 con el álbum "Nour el ain" obtiene fama mundial.
Además, sus dúos con la estrella internacional Khaled y con la diva griega Angela Dimitrou han sido grandes éxitos en todo el medio este.
La mayor parte de sus hasta ahora 16 discos han conocido popularidad en todo el mundo árabe e incluso globalmente.
También ha obtenido muchos premios locales e internacionales en festivales musicales, incluyendo su canción Nour El Ain (Habibi). También es imagen de la marca de bebidas Pepsi en el medio oriente.
Ha ganado en siete ocasiones el World Music Awards: 1997 por "Nour El Ain"; 2002 por "Aktar Wahed"; 2007 por "El leila di" y 2014 por El Leila.
El 28 de septiembre de 2016, Diab anunció que logró un título de Guinness World Records en la categoría de "Mayor número de premios de World Music Awards al artista de Oriente Medio más vendido" (Most World Music Awards for Best Selling Middle Eastern Artist).
En el orden personal Amr Diab tiene 4 hijos: Nour, con su exesposa la actriz Sherine Reda (nacida en 12 de julio de 1968 y con quien estuvo casado durante el periodo 1989 - 1992 ) y otra llamada Karma (nacida en julio del 2001), y los gemelos Kenzy y Abdullah (nacidos en diciembre de 1999), con su actual esposa Zinah Ashour.

## Vida personal
Diab tiene una hija mayor de su primer matrimonio con la actriz egipcia Shereen Reda. En 1994 se casó con la empresaria saudí Zeina Ashour. Ellos tienen tres hijos. En 2018, se casó con la actriz egipcia Dina El Sherbiny, después de que terminó su relación con Ashour. Se desconoce si estaban separados o divorciados. Sin embargo, Diab y El Sherbiny se separaron a finales de 2020.

## Discografía

### Álbumes de estudio
- 1983 - Ya Tareeq
- 1984 - Ghanni Min Albak
- 1986 - Hala Hala
- 1987 - Khalseen
- 1989 - Shawa'na
- 1990 - Mayal
- 1990 - Matkhafesh
- 1991 - Habibi
- 1992 - Ayamna
- 1994 - Weylomony
- 1995 - Ragein
- 1996 - Nour El Ain
- 1998 - Awedony
- 1999 - Amarain
- 2000 - Tamally Maak
- 2001 - Aktar Wahed
- 2003 - Allem Alby
- 2004 - Lealy Nahary
- 2005 - Kammel Kalamak
- 2007 - El Lilady
- 2009 - Wayah
- 2011 - Banadeek Taala
- 2013 - Al Leila
- 2014 - Shoft El Ayam
- 2016 - Min Asmaa Allah Al Hosna
- 2016 - Ahla w Ahla
- 2017 - Meaddy El Nas
- 2018 - Kol Hayaty
- 2019 - Ana Gheir
- 2020 - Sahran
- 2021 - Ya Ana Ya La
- 2023 - Makanak

### Álbumes recopilatorios
- 1994 - Zekrayat
- 1990 - The Best Of Amr Diab - 1990 Edition
- 1999 - The Best Of Amr Diab - 1999 Edition
- 2001 - The Best Of Amr Diab - 2001 Edition
- 2002 - Rewind (Remix Album)
- 2004 - Greatest Hits 1986-1995
- 2005 - Greatest Hits 1996-2003